# Jam (dal)
A Jam Michael Jackson amerikai énekes dala Dangerous című albumáról. 1992 júliusában jelent meg az album negyedik kislemezeként. Ez az albumon szereplő első dal. A Jam rapbetétjét Heavy D, a Heavy D & the Boyz együttes tagja adja elő. Videóklipjében Michael Jordan kosárlabdázó is szerepel; a dal Jordan akkori csapata, a Chicago Bulls Untouchabulls című klipjében is hallható.
A kritikusok nagy része kedvező fogadtatásban részesítette a dalt. Adam Gilham, a Sputnikmusic munkatársa a Dangerousról írt kritikájában tökéletes nyitódalnak nevezte, és öt pontból ötöt adott rá.
2006-ban a kislemez újra megjelent a Visionary: The Video Singles gyűjtemény részeként. Ekkor a 22. helyet érte el a brit slágerlistán.

## Videóklip
A dal videóklipjét David Kellogg rendezte, és egy elhagyatott beltéri kosárlabdapályán játszódik. Jackson táncolni tanítja Michael Jordant, Jordan pedig kosárlabdázni tanítja Jacksont. A klip hosszabb változatában Jackson a bonyolult moonwalkra is megtanítja Jordant. Szerepel a klipben a Kris Kross rapduó és Heavy D.
A klip szerepel a Dangerous – The Short Films és a Michael Jackson’s Vision című kiadványokon.

## Fellépések
Jackson a Dangerous World Tour minden koncertjén előadta a dalt. A HIStory World Tour brunei koncertjén is előadta 1996-ban; ez lett végül a dal utolsó előadása. Előadta volna a 2009-ben kezdődő This Is It koncertsorozaton is, az Another Part of Me egy részletével együtt; erre azonban váratlan halála miatt nem került sor.

## Dallista
Visionary DualDisc kislemez
- CD oldal:

1. Jam – 4:11
2. Jam (Silky 12" Mix) – 6:26

DVD oldal
1. Jam (videóklip) – 8:01

CD maxi kislemez (USA)
1. Jam – 4:11
2. Jam (Roger’s Jeep Radio Mix) – 3:56
3. Jam (Silky 7" Mix) – 4:14
4. Jam (Roger’s Club Mix) – 6:17
5. Jam (Atlanta Techno Mix) – 6:06
6. Rock with You (Masters at Work Remix) – 5:29

CD kislemez (Egyesült Királyság)
1. Jam – 4:11

Promóciós VHS
1. Jam (videóklip) – 8:01

CD maxi kislemez (USA, promó)
1. Jam (Roger’s Jeep Radio Mix)
2. Jam (Teddy’s Jam)
3. Jam (7" Edit)
4. Jam (MJ’s Raw Mix)
5. Jam (Teddy’s 12" Mix)
6. Jam (Roger’s Jeep Mix)
7. Jam (Percapella)
8. Jam (Radio Edit Without Rap)

## Helyezések
| Slágerlista (1992/2006/2009)                   | Legmagasabb helyezés |
| ---------------------------------------------- | -------------------- |
| Ausztrál kislemezlista                         | 11                   |
| Brit kislemezlista                             | 12                   |
| Francia kislemezlista                          | 8                    |
| Holland kislemezlista                          | 12                   |
| Olasz kislemezlista                            | 11                   |
| Osztrák kislemezlista                          | 28                   |
| Spanyol kislemezlista                          | 1                    |
| Svájci kislemezlista                           | 22                   |
| Svéd kislemezlista                             | 30                   |
| USA Billboard Hot 100                          | 26                   |
| USA Billboard Hot R&B/Hip-Hop Singles & Tracks | 3                    |
| USA Billboard Hot Dance Music/Club Play        | 4                    |
| Új-zélandi kislemezlista                       | 2                    |